# Pârâul Popii, Pârâul Ursului
Pârâul Popii este un curs de apă, afluent al Pârâului Ursului. 

## Hărți
- Harta județului Sibiu